# エリス島

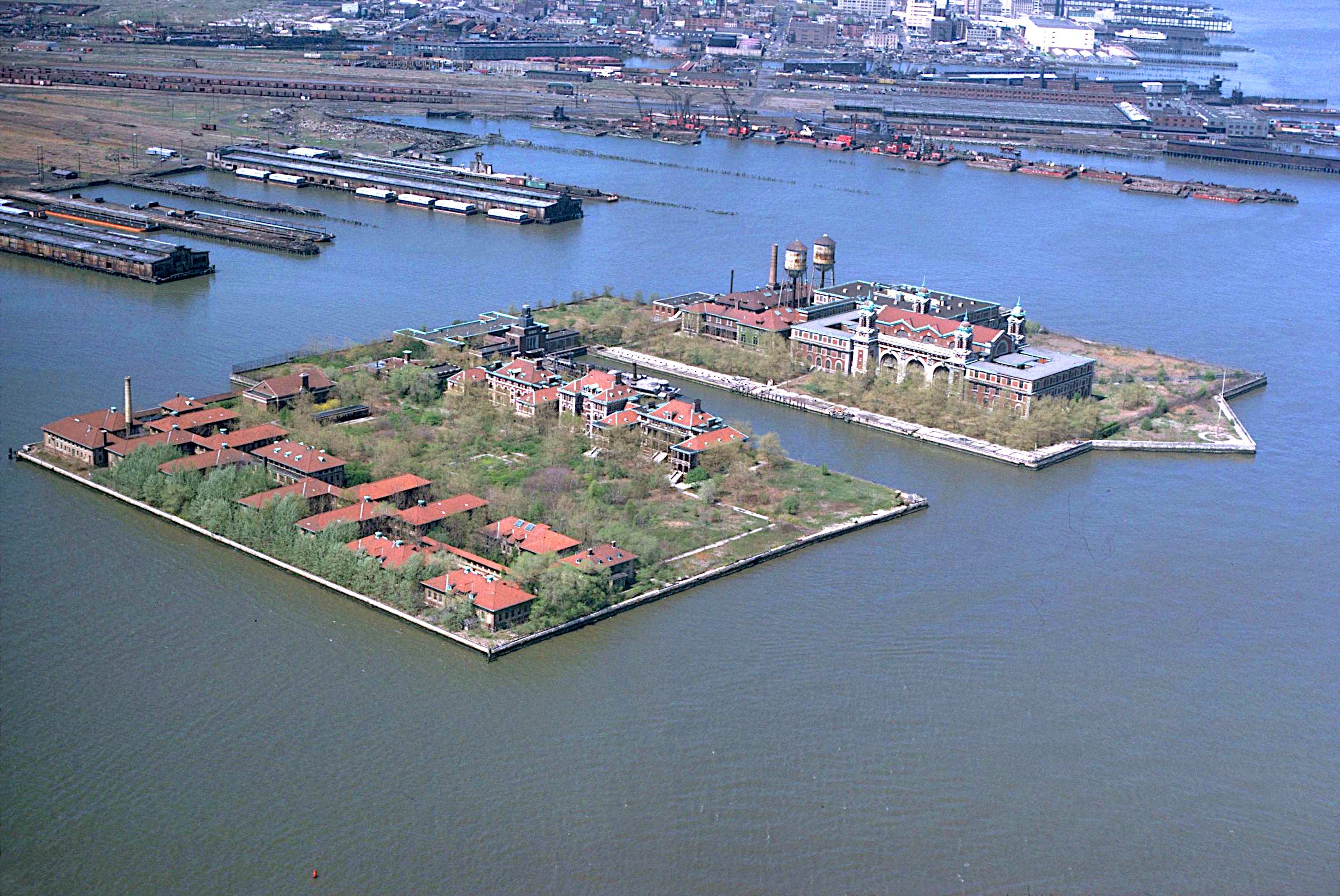
エリス島

エリス島（Ellis Island）は、アメリカ合衆国のアッパー・ニューヨーク湾内にある島である。アメリカ合衆国移民局が置かれていたことで有名である。

## 概要
19世紀後半から60年余りの間にヨーロッパからの移民は必ずこの島からアメリカへ入国した。移民たちによって『希望の島』（Island of Hope）または『嘆きの島』（Island of Tears）と呼ばれてきた。約1200万人から1700万人にのぼる移民がエリス島を通過し、アメリカ人の5人に2人がエリス島を通ってきた移民を祖先に持つと言われている。
1965年10月15日にアメリカ合衆国ナショナル・モニュメントに、1966年10月15日にアメリカ合衆国国家歴史登録財に登録された。
エリス島はアッパー・ニューヨーク湾内のリバティ州立公園の東、リバティ島の北に位置し、大部分はニュージャージー州ジャージーシティに所属する。一部はニューヨーク市の飛び地となっている。島の総面積は27.5エーカー (11.1 ha)で、島の大部分は埋め立てによってできている。自然にあった島の面積は2.74-エーカー (1.11 ha)で、その部分と隣接するエリアを合わせた3.3エーカー (1.3 ha)がニューヨーク市の領土となっている 。

## 開拓時代と命名の由来
17世紀初頭、ヘンリー・ハドソンがニューヨーク湾を“発見”した。1625年にオランダ人はマンハッタン島にニューアムステルダムを拓いたが、アン女王戦争の結果イギリスの領地となり、ニューヨークと改名された。
その頃のエリス島（及びリバティ島とブラック・トム島）は「オイスター諸島」（Oyster Islands）と呼ばれていた。特に、リバティ島はグレート・オイスター島、エリス島はリトル・オイスター島と呼ばれた。その名前の通り、ニューヨークの住民は19世紀まで、この島の沿岸で牡蠣を採り、港周辺の宿で提供していた。1674年から1679年の間に、オイスター諸島はニューヨーク植民地知事エドマンド・アンドロスによってウィリアム・ダイアー（William Dyreとメアリ・ダイアーの息子、のちのニューヨーク市長）に譲渡され、「ダイアーズ島」と呼ばれるようになった。その後、バッキング島 (Bucking Island) およびギベット島 (Gibbet Island、絞首台の意味：1760年代、この島の木で何人かの海賊が絞首刑にされたため）と呼ばれた時期もあった。
1774年にこの島はニューヨークの商人であるサミュエル・エリス（Samuel Ellis）に売却され、それ以来この島は「エリス島」と呼ばれるようになった。サミュエルは島を売ろうとしたが、買い手が見つからないまま死去した。1794年にニューヨーク州はこの島をリースし、1795年から軍事要塞の建設に着工した。ニューヨーク州が所有権を主張したが、権利関係の争いの末、最終的には1808年に連邦政府が所有することになった。
19世紀になると、エリス島はニューヨーク湾を守る戦略的な要衝に当たると考えられるようになった。1808年から1814年までは政府の武器庫として利用された。また、米英戦争の終わり頃、政府はこの島にギブソン砦 (Fort Gibson) を築いた。この時マンハッタン島にはクリントン砦 (Fort Clinton) が築かれた。以降約80年間は1892年に開業した移民局の建設地として決定されるまで軍事施設として利用されていた。

## アメリカの入り口

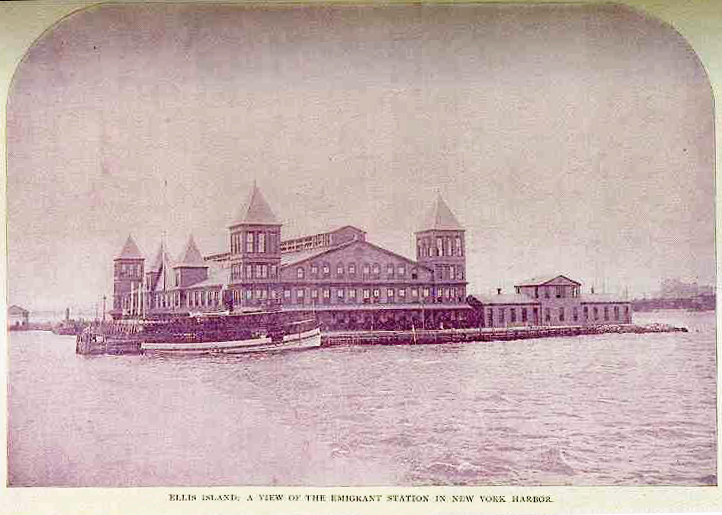
エリス島に築かれた移民局（初代）。1905年撮影。

ニューヨークがまだニューアムステルダムと呼ばれていた時代から、大西洋を渡ってアメリカへやってきた移民はマンハッタン島南端の桟橋に降り立ち、入国していた。やがて当地のクリントン砦跡（キャッスル・クリントン）が移民局の建物に利用されるようになった。800万人以上の移民がキャッスル・クリントンからアメリカに入国した。
しかし移民の管理の問題から、連邦政府はエリス島を移民受け入れの窓口とすることにした。1890年から75000ドルあまりを費やして、ニューヨーク湾の深部にあるエリス島の拡幅工事を行われた。埋め立てには、入港する船が積んできた土砂や地下鉄の掘削工事で出た土砂が使われた。
1892年1月1日からエリス島に建設された移民局が使用されるようになり、エリス島はヨーロッパ移民が最初にアメリカに踏み入れる土地となった。ヨーロッパから大西洋を渡り、ニューヨーク湾に入ると、移民たちは左舷にリバティ島に立つ自由の女神像を望みながらエリス島に到着した。エリス島を最初に通過した移民は、アイルランドからやってきたアニー・ムーア（Annie Moore）であった。エリス島はわずか11ヘクタールほど（東京ドーム2.5個分）の小島だが、1892年から1954年までの60年余りの間に、1700万人余りのヨーロッパ移民がここからアメリカに入国した。エリス島は新天地における最初の土地“希望の島（Island of Hope）”で、入国した移民を出迎えに来た親族や友人と最初に出会う場所はキスや抱擁が行われることから「キッシングポイント（Kissing Point）」と呼ばれた。一方、移民希望者の2%ほどは入国を認められず本国へ送り返され、家族が生き別れになることからエリス島は“嘆きの島（Island of Tears）”とも呼ばれた。入国審査は通常は数時間で、姓名や所持金を含む29の質問に答えるだけだったが、感染症の疑いや身元に疑いがある場合などには長期間エリス島に隔離された。3000人以上の移民がエリス島で抑留中に死亡した。連邦政府にとって重要なのは、移民がとりあえずやっていけるだけの所持金（概ね18ドルから25ドル）を持参しているかどうかだった。

## 現状
1954年にエリス島の移民局は閉鎖されて現在は博物館になり、アメリカ史の文化遺産に指定されている。フェリーにより、ロウワー・マンハッタンのバッテリー・パーク及びジャージーシティのリバティ・ステート・パークから渡航可能である。
2001年9月のアメリカ同時多発テロ事件以降、この島の周囲は公園警察によるパトロールが行われている。
2012年にニューヨークを襲ったハリケーン・サンディの被害で島は一時閉鎖された。2013年秋に島の観光は再開され、2014年には博物館が部分的に再開したが、完全な再開は2015年中になる見込みである。
島の帰属を巡って、ニューヨーク市とニュージャージー州ジャージーシティ市の間で争いとなって、1998年に連邦最高裁判所は島の大部分をニュージャージー市の管轄と裁定した。

## エリス島を舞台とする作品
- Traffic in Souls - 1913年のモノクロ映画。スウェーデンからの移民女性が売春を強要される様子を描く。
- ゴッドファーザー PART II - 冒頭で、幼少時代のヴィトーがエリス島に抑留され、誤って出身地名を姓にされる様子が描かれている。
- Island of Hope, Island of Tears - 1989年のドキュメンタリー。[16]
- X-メン (映画) - クライマックスの戦闘シーンはエリス島で行われている。
- エヴァの告白 - 第一次世界大戦後、ポーランドからアメリカへ移民する女性の話。主人公のエヴァとその妹はアメリカに入る前にこの島で入国審査を受けるが、肺を煩っていた妹はしばらくの間この島の病院に入院させられている。